# Dalbergia delphinensis
Espèce
Statut de conservation UICN

 EN A2cd, B1+2bcde : En danger
Dalbergia delphinensis est une espèce de plantes à fleurs de la famille des Fabaceae.

## Publication originale
- Bulletin du Muséum National d'Histoire Naturelle, Section B, Adansonia. sér. 4, Botanique Phytochimie 18: 188–189, f. 5(K–T), map. 1996.